# Championnat d'Angleterre de football de deuxième division 1914-1915
Navigation
Édition précédente Édition suivante
La saison 1914-1915 est la vingt-troisième saison du championnat d'Angleterre de football de deuxième division. Les deux premiers du championnat obtiennent une place en première division, les trois derniers sont relégués uniquement s'ils n'obtiennent pas assez de voix dans la procédure de réélection.
Derby County remporte la compétition et se voit promu en première division accompagné du vice-champion, Preston North End. Parmi les trois derniers, seul Glossop FC n'obtient pas assez de voix pour rester en deuxième division.
Comme la première division suivante passe de 20 à 22 équipes après l'interruption des championnats à cause de la Première guerre mondiale et qu'il n'y a qu'un seul relégué, Tottenham Hotspur, un troisième club est promu. Le choix très controversé, après vote, se porte sur Arsenal malgré une cinquième place. Le meilleur buteur est Joe Lane avec 28 buts pour Blackpool FC.

## Compétition
La victoire est à deux points, un match nul vaut un point.

### Classement
| Rang | Équipe                  | Pts | J  | G  | N  | P  | Bp | Bc | Diff |
| ---- | ----------------------- | --- | -- | -- | -- | -- | -- | -- | ---- |
| 1    | Derby County R          | 53  | 38 | 23 | 7  | 8  | 71 | 33 | +38  |
| 2    | Preston North End R     | 50  | 38 | 20 | 10 | 8  | 61 | 42 | +19  |
| 3    | Barnsley FC             | 47  | 38 | 22 | 3  | 13 | 51 | 51 | 0    |
| 4    | Wolverhampton Wanderers | 45  | 38 | 19 | 7  | 12 | 77 | 52 | +25  |
| 5    | Arsenal                 | 43  | 38 | 19 | 5  | 14 | 69 | 41 | +28  |
| 6    | Birmingham              | 43  | 38 | 17 | 9  | 12 | 62 | 39 | +23  |
| 7    | Hull City               | 43  | 38 | 19 | 5  | 14 | 65 | 54 | +11  |
| 8    | Huddersfield Town       | 42  | 38 | 17 | 8  | 13 | 61 | 42 | +19  |
| 9    | Clapton Orient          | 41  | 38 | 16 | 9  | 13 | 50 | 48 | +2   |
| 10   | Blackpool FC            | 39  | 38 | 17 | 5  | 16 | 58 | 57 | +1   |
| 11   | Bury FC                 | 38  | 38 | 15 | 8  | 15 | 61 | 56 | +5   |
| 12   | Fulham                  | 37  | 38 | 15 | 7  | 16 | 53 | 47 | +6   |
| 13   | Bristol City            | 37  | 38 | 15 | 7  | 16 | 62 | 56 | +6   |
| 14   | Stockport County        | 37  | 38 | 15 | 7  | 16 | 54 | 60 | -6   |
| 15   | Leeds City              | 32  | 38 | 14 | 4  | 20 | 65 | 64 | +1   |
| 16   | Lincoln City            | 31  | 38 | 11 | 9  | 18 | 46 | 65 | -19  |
| 17   | Grimsby Town            | 31  | 38 | 11 | 9  | 18 | 48 | 76 | -28  |
| 18   | Nottingham Forest       | 29  | 38 | 10 | 9  | 19 | 43 | 77 | -34  |
| 19   | Leicester Fosse         | 24  | 38 | 10 | 4  | 24 | 47 | 88 | -41  |
| 20   | Glossop FC              | 18  | 38 | 6  | 6  | 26 | 31 | 87 | -56  |

|  | Vainqueur de la deuxième division et promotion en First Division |
|  | Promotion en First Division                                      |
|  | Réélection                                                       |
|  | Relégué                                                          |

- Parmi les trois derniers, seul Glossop FC n'obtient pas assez de voix et sera relégué.